# 岡本登
岡本 登（おかもと のぼる、1937年2月19日 - ）は、日本のハンマー投選手。1950年代末から1960年代にかけて活躍、日本人選手として初めて60m台の記録を樹て、1960年ローマオリンピックと1964年東京オリンピックに出場した。

## 経歴
福岡県京都郡苅田町出身:13。福岡県立京都高等学校を卒業後:13、福岡大学に進む。
1958年（昭和33年）5月18日、九州学生陸上競技大会において、日本新記録（58m85）で優勝:3。9月4日には、日米交歓陸上競技横浜大会で60.0mを記録、これは日本人初の60m台であり、自己の持つ日本新記録を塗り替えた:3。1959年（昭和34年）、福岡大学を卒業し旭化成に入社。
1960年ローマオリンピックと1964年東京オリンピックに出場した。 福岡大学出身者として初のオリンピック選手である:2
1962年アジア競技大会（インドネシア・ジャカルタ）に出場し、ハンマー投で金メダルを獲得した。